# Castell de Rubiol
El castell de Rubiol és un castell de Guissona (Segarra) declarat bé cultural d'interès nacional.

## Descripció
El castell de Rubiol es troba en una petita elevació, de forma lleugerament circular, enmig d'un camp de conreu i propera al límit municipal de Guissona amb Massoteres. Es troben les restes d'una petita torre de planta rectangular que fa 15 x 5 metres i consta d'una única estança. Està realitzada amb pedra del país escairada i lligada amb morter.
La primera referència documental al castell de Rubiol es troba en l'acta de consagració de Santa Maria de la Seu d'Urgell de l'any 1040. També es menciona en altres documents del segle xi. Cap al 1550, el senyor de Rubiol era la universitat de Guissona.